# Министерство окружающей среды и защиты земель и моря Италии
Министерство окружающей среды и защиты земель и моря (итал. Ministero dell'Ambiente e della Tutela del Territorio e del Mare) — итальянское министерство, ответственное за проведение экологической политики.

## История
Постановлением четвёртого правительства Альдо Моро от 14 декабря 1974 года было создано Министерство культурного наследия и окружающей среды (Ministero dei Beni Culturali e Ambientali) (прежде также существовала должность министра без портфеля по охране окружающей среды).
Министерство окружающей среды (Ministero dell’Ambiente) образовано на основании закона № 349 от 8 июля 1986 года. В период деятельности правительства Д’Алема в рамках осуществления так называемой реформы Бассанини, в соответствии со статьёй 35 распоряжения (итал. decreto legislativo) правительства № 300 от 30 июля 1999 года «Реформа организации правительства» ведомство получило наименование «Министерство окружающей среды и защиты земель» (Ministero dell’ambiente e della tutela del territorio). Постановлением (decreto-legge) правительства Проди от 18 мая 2006 года № 181 была утверждена новая система министерств, в соответствии с которой в ведение министерства включена также охрана водных ресурсов и присвоено современное наименование. Четвёртое правительство Берлускони постановлением (decreto-legge) № 85 от 16 мая 2008 года, которое было подтверждено законом № 121 от 14 июля 2008 года, вернулось к системе министерств, созданной по реформе Бассанини, оставив положения о Министерстве окружающей среды и защиты земель и моря без изменений.
26 февраля 2021 года правительство Драги одобрило реорганизацию системы министерств, в рамках которой на базе Министерства окружающей среды и защиты земель и моря создано Министерство комплексных экологических преобразований (Ministero dello transizione ecologica), которому из ведения Министерства экономического развития переданы вопросы энергетики.

## Функции
Одной из функций министерства является составление и актуализация Официального списка охраняемых природных территорий Италии (ит., итал. Elenco ufficiale delle aree naturali protette, сокр. EUAP).

## Министры
Министры окружающей среды
| #  | Министр              | Период нахождения в должности                                                                                           |
| -- | -------------------- | --- |
| 1  | Франческо Де Лоренцо | 1 августа 1986 — 17 апреля 1987                                                                                         |
| 2  | Марио Паван          | 17 апреля 1987 — 28 июля 1987                                                                                           |
| 3  | Джорджо Руффоло      | 28 июля 1987 — 13 апреля 1988 13 апреля 1988 — 22 июля 1989 22 июля 1989 — 12 апреля 1991 12 апреля 1991 — 28 июня 1992 |
| 4  | Карло Рипа ди Меана  | 28 июня 1992 — 9 марта 1993                                                                                             |
| 5  | Вальдо Спини         | 9 марта 1993 — 28 апреля 1993                                                                                           |
| 6  | Рутелли, Франческо   | 28 апреля 1993 — 4 мая 1993                                                                                             |
| 7  | Вальдо Спини         | 4 мая 1993 — 10 мая 1994                                                                                                |
| 8  | Маттеоли, Альтеро    | 10 мая 1994 — 17 января 1995                                                                                            |
| 9  | Паоло Баратта        | 17 января 1995 — 17 мая 1996                                                                                            |
| 10 | Эдоардо Ронки        | 17 мая 1996 — 21 октября 1998 21 октября 1998 — 22 декабря 1999 22 декабря 1999 — 25 апреля 2000                        |
| 11 | Бордон, Виллер       | 25 апреля 2000 — 11 июня 2001                                                                                           |

Министр окружающей среды и охраны земель
| # | Министр           | Период нахождения в должности                              |
| - | ----------------- | ---------------------------------------------------------- |
| 1 | Маттеоли, Альтеро | 11 июня 2001 — 23 апреля 2005 23 апреля 2005 — 17 мая 2006 |

Министры окружающей среды и охраны земель и моря
| # | Министр                  | Период нахождения в должности    |
| - | ------------------------ | -------------------------------- |
| 1 | Альфонсо Пекораро-Сканио | 17 мая 2006 — 8 мая 2008         |
| 2 | Стефания Престиджакомо   | 8 мая 2008 — 16 ноября 2011      |
| 3 | Клини, Коррадо           | 16 ноября 2011 — 28 апреля 2013  |
| 4 | Андреа Орландо           | 28 апреля 2013 — 22 февраля 2014 |
| 5 | Джан Лука Галлетти       | 22 февраля 2014 — 1 июня 2018    |
| 6 | Серджо Коста             | 1 июня 2018 — 13 февраля 2021    |

Министры комплексных экологических преобразований
| # | Министр           | Период нахождения в должности     |
| - | ----------------- | --------------------------------- |
| 1 | Роберто Чинголани | 13 февраля 2021 — 22 октября 2022 |

Министры окружающей среды и энергетической безопасности
| # | Министр                   | Период нахождения в должности |
| - | ------------------------- | ----------------------------- |
| 1 | Джильберто Пикетто-Фратин | c 22 октября 2022             |